# Purity
『Purity』（ピュアリティー）は、1997年にリリースされた来生たかおの19枚目のオリジナル・アルバムCDである。規格品番はCOCA-14021。

## 概要
※原則的に、来生たかおは“来生”に省略、来生えつこは“来生えつこ”と表記。
キティレコードから日本コロムビアへの移籍後の初のアルバムであると同時に、2000年に再びキティMMEへ移籍したため、日本コロムビア在籍時の唯一のアルバムとなっている。井上鑑が全編曲・サウンドプロデュースをしており、井上の妻であるシンガーソングライターのやまがたすみこもコーラスで参加している。
来生は、アルバム・タイトルには“精神的な恋愛への憧れ”が込められているとしながらも、自分自身は純真ではないと述べ、だからこそ純なものに惹かれると語っている。来生えつこは、ディレクターからの提案で全歌詞を女性の視点から描いているが、弟が歌うことを考慮して一人称に“私”や女言葉の“〜だわ”などは意図的に排したと述べている。一方、来生たかお自身は「シルエット・ロマンス」や「セカンド・ラブ」など、以前から女性側の曲を歌ってきた経緯もあり、特に違和感はないと語っている。なお、帯にもブックレットにもこのコンセプトについて書かれていないため、リスナーが気付かない可能性もあり、その点は残念であると述べている。また、女心のみを描いて行くと、単純に明るい夏真っ盛りの歌になり難いということが発見だったという。
アルバム・タイトルは当初“PURE”で確定しかけたが、前年9月に同じ日本コロムビアから他のアーティストがCDをリリースしていたことがわかり、“PURE”の名詞形である現在のタイトルに決定した。

## 復刻盤
2009年10月19日：オンデマンドCD（銀盤CD-R仕様）化（コロムビアミュージックエンタテインメント／規格品番：CORR-10543）。

## パッケージの体裁

### アルバムタイトル
※初出のジャケット表記“Purity”以外のもの
ケースの側面部
オリジナル版CD：“ピュアリティー”“Purity”の併用
帯
オリジナル版CD（側面部）：“ピュアリティー”“Purity”の併記
なお、各種ディスコグラフィーによっても表記は片仮名やアルファベットになっている。

### ディスクジャケット
- オリジナル版CD：ジュエルケースにブックレットを挿入

### 帯のコピー
記載なし

## 収録曲
1. 闇雲（5：13）
  - 作詞：来生えつこ ／ 作曲：来生たかお ／ 編曲：井上鑑
  - 来生えつこによれば、“闇雲”という字面を活かすべくシュールな雰囲気にしたかったが、全収録曲を女性の視点から描くアルバム・コンセプトに沿い、“気の強い女の失恋”に設定したという[3]。
2. やるせなさの輪郭（5：28）
  - 作詞：来生えつこ ／ 作曲：来生たかお ／ 編曲：井上鑑
  - 曲の最初と最後にバース（序奏部分）のような別のメロディーが挿入されており、来生えつこは、本曲のような凝った作りの譜面を渡されるとその作詞の困難さに見るのも嫌になる、と冗談交じりに語っている[2]。楽曲構成の複雑さを考慮して、歌詞には過去と現在の対比を盛り込み、レコーディングの最後の方で全体像が見えていたため、作詞しやすかったという。また“鏡言葉”という言葉を使いたかったという[3]。
  - 来生は、サビの工夫が物足りず、心残りであるという[4]。
3. 渇いた季節（5：13）
  - 作詞：来生えつこ ／ 作曲：来生たかお ／ 編曲：井上鑑
  - 第33弾オリジナル・シングル（1997年1月21日リリース）。プロモーション・ビデオも制作され、来生自身の希望で、アマチュア、デビュー当時に出入りしていたフォーク喫茶のイメージに合った渋谷のライヴハウス“ラ・ママ”が撮影場所に選ばれた[5]。
  - 来生えつこによれば、シングル曲とあって作詞は難航し、完成は収録曲中の最後になった。曲調から失恋の歌と決めたが、四畳半フォークにならないように、部屋の中の小道具を避け、街角の風景を描いたという[3]。
4. まどろみ時計（4：42）
  - 作詞：来生えつこ ／ 作曲：来生たかお ／ 編曲：井上鑑
  - 来生えつこによれば、3番目に作った楽曲で、ようやくコンセプトが掴めたという。結果的に可愛い曲調になったが、男性側であれば「ボートの二人」（アルバム『浅い夢』収録）のような歌詞にしたいと述べている[3]。
5. もう一度の時間（4：41）
  - 作詞：来生えつこ ／ 作曲：来生たかお ／ 編曲：井上鑑
  - 来生えつこによれば、最初に歌詞を付けた楽曲で、まだ一人称で“私”や“女言葉”を使うか迷っていたが結局使わず、実際の歌唱は雰囲気が良かったため安心したという。また、暗に不倫を匂わせている[3]。
6. 水色の六月（4：42）
  - 作詞：来生えつこ ／ 作曲：来生たかお ／ 編曲：井上鑑
  - シングル「渇いた季節」にもカップリング曲として収録されている。
  - 来生えつこによれば、緑でも真っ青でもない“水色”を六月のイメージとし、先にタイトルが決まったという[3]。
7. 裸足の心（4：41）
  - 作詞：来生えつこ ／ 作曲：来生たかお ／ 編曲：井上鑑
  - 来生えつこによれば、曲調から詞の中に“女同士”というフレーズを入れ、はっきりと女性側の歌と明示させたという。息継ぎが難しい譜割のため、来生はレコーディングでも苦労していたという[3]。
8. 黄昏がえり（4：08）
  - 作詞：来生えつこ ／ 作曲：来生たかお ／ 編曲：井上鑑
  - 来生えつこは、本曲の最後で1音だけ転調する凝った作りに驚き[2]、メロディー的に「枯葉の寝床」（アルバム『Another Story』収録）に負けず劣らずの名曲と語っている[3]。
9. さよならの重み（4：10）
  - 作詞：来生えつこ ／ 作曲：来生たかお ／ 編曲：井上鑑
  - 来生えつこによれば、2番目に作詞した楽曲で、まだコンセプトの制約に迷いを持っていたが、弟の歌唱が自然に聴こえたため先が見えたという[3]。
10. さまよう言葉（4：18）
  - 作詞：来生えつこ ／ 作曲：来生たかお ／ 編曲：井上鑑
  - 第35弾オリジナル・シングル「頬杖の幸福」（1998年4月1日リリース）にもカップリング曲として収録されている。
  - 来生えつこによれば、自作小説の冒頭をそのまま歌詞に置き換えたもので、その小説自体は元々「涼しい影」（アルバム『Ordinary』収録）をヒントにしているという[3]。

## 参加ミュージシャン
- Keyboards：井上鑑（1 - 10）
- Vibraphone：井上鑑（10）
- Electric Guitar：松原正樹（1 - 10）、今剛（1）、鈴木茂（3）
- Acoustic Guitar：松原正樹（2）、吉川忠英（3,4,9）
- Gut Guitar：吉川忠英（8）
- 12strings Guitar：吉川忠英（3,4）
- Steel Guitar：今剛（9）
- Electric Bass：高水健司（1,4,8,9）
- Wood Bass：VAGABOND 鈴木（3,6）
- Drums：青山純（1,9）、山木秀夫（3 - 8）
- Chorus：比山清咏史（4,7）、やまがたすみこ（4,7）、国分友里恵（4,7）
- Strings：金原Group（1,3,6,8,10）
- L.Per.：浜口茂外也（2,3,7,9）
- Harmonica：八木のぶお（2）
- Flute：J.H. コンセプション（2）
- Sop.Sax：J.H. コンセプション（5）
- Flugel Horn：数原晋（5）
- F. Horn：南浩之（5）、高野哲夫（5）
- Harp：朝川朋之（10）

## 参加スタッフ
- Executive Producer：Ken Okada（ORIGENIUS / COLUMBIA）、本間一泰（FBI.J）
- Co-Producer & Director：本間一泰（FBI.J）
- Sound Producer：井上鑑（PABLO）
- Recording & Mixdown Engineer：井川彰夫（reM）
- Additional Engineer：Masami Konagaya（一口坂st.）
- Mastering Engineer：Hiroyuki Hosaka（COLUMBIA）
- Artist Manager：小松裕二（BASIC）
- Artist Promoter：Tomonori Kambe（ORIGENIUS / COLUMBIA）、石角隆行（六角堂）
- Sales Promoter：Koji Takahashi（COLUMBIA）
- Artist Management：BASIC, INC.
- Supervisor：竹脇隆（BASIC）、神田善啓（FBI.J）
- Contractor：Kouji Nagai（HOT WAVE）
- Lyrics Co-ordinator：宮崎真哉（BECAUSE）
- Art Direction & Design：Seiichi Komatu（COLUMBIA CREATIVE）
- Photographey：細野晋司（STAR SHOT）
- Styling：Kumiko Yamazaki
- Hair & Make-Up：kate（GA LA LA）
- Editing：Chika Fujita（COLUMBIA）
- Special Thanks To 高橋宏幸（S. MAN）、Saemi Takahashi（T-off）、来生優子、Sumiyo Takahashi（一口坂st.）